# Резолюція Ради Безпеки ООН 11
Резолюція Ради Безпеки ООН 11 — резолюція, прийнята 15 листопада 1946 року, згідно з якою Рада безпеки рекомендує, щоб Генеральна Асамблея ООН відповідно до пункту 2 статті 93 Статуту Організації Об'єднаних Націй встановила умови, при яких Швейцарія може стати учасником Статуту Міжнародного Суду ООН.

## Див. також
- Резолюції Ради Безпеки ООН 1-100 (1946 — 1953)